# Alpidem
L'alpidem, commercialisé sous le nom d'Ananxyl, est un anxiolytique non-benzodiazépinique qui a été utilisé pendant une courte période pour le traitement des troubles anxieux avant d'être retiré du marché. Autrefois disponible en France, il a été abandonné en raison de sa toxicité hépatique. Ce médicament était administré par voie orale.
Parmi les effets secondaires de l'alpidem figurent notamment la sédation, la fatigue, les étourdissements et les maux de tête,,. Son effet sur la cognition, la mémoire et la fonction psychomotrice est significativement réduit, voire inexistant, comparé à celui des benzodiazépines,. De même, aucune anxiété de rebond ni aucun symptôme de sevrage n’ont été observés avec l’alpidem,. Dans de rares cas, l'alpidem peut provoquer une toxicité hépatique grave, y compris une insuffisance hépatique et la mort. L'alpidem appartient à la classe des non-benzodiazépines et fait partie de la famille des imidazopyridines, partageant une similarité structurelle avec le zolpidem et agit comme un modulateur allostérique positif du récepteur GABAA du site benzodiazépine du complexe récepteur. Cependant, contrairement au zolpidem, l'alpidem a des effets anxiolytiques plutôt que des effets sédatifs ou hypnotiques à des doses thérapeutiques normales.
L'alpidem a été décrit pour la première fois en 1982,. Il a été introduit en France à des fins médicales en 1991,,. Il était également en cours de développement pour une utilisation dans d’autres pays dans les années 1990, mais le développement a été interrompu et le médicament n’a jamais été commercialisé dans aucun autre pays,. L'alpidem a été retiré du marché en France en 1993 en raison de sa toxicité hépatique,,,,.

## Utilisations médicales
L'alpidem a été approuvé pour traiter le trouble d'anxiété généralisée et possiblement d'autres formes de troubles anxieux,,. En 1990, plus de 1 500 patients ont participé à 17 études cliniques menées en Europe afin d'évaluer l'efficacité de l'alpidem dans le traitement de l'anxiété,. Les essais cliniques ont montré que l'alpidem était efficace pour traiter l'anxiété chronique et situationnelle, notamment l'anxiété liée au stress, le trouble d'anxiété généralisée et le trouble de l'adaptation accompagné d'anxiété (dépression situationnelle),. Il a également démontré une efficacité préliminaire chez les patients institutionnalisés présentant une psychose chronique accompagnée d'un niveau élevé d'anxiété,. En revanche, l’efficacité de l’alpidem dans le traitement du trouble panique est peu étudiée et incertaine,.
Les effets anxiolytiques de l'alpidem sont décrits comme étant rapides, robustes et persistants à long terme,. Dans le cas de l'anxiété situationnelle, les effets anxiolytiques de l'alpidem se manifestent en 1,5 à 2 heures, tandis que pour les troubles anxieux chroniques, ils apparaissent généralement après 3 à 5 jours. Aucune preuve de tolérance aux effets anxiolytiques de l'alpidem, ni de besoin d'augmentation de la dose, n'a été observée. Une amélioration de l'humeur et du sommeil a également été observée chez les personnes anxieuses traitées par alpidem.
L'efficacité anxiolytique de l'alpidem, évaluée notamment par les réductions observées sur l'échelle d'anxiété de Hamilton (HAM-A), surpassait celle du placebo et était comparable, voire équivalente, à celle des benzodiazépines, y compris le diazépam (10-15 mg/jour), le lorazépam (1–6 mg/jour) et le clorazépate (30 mg/jour) dans des essais contrôlés randomisés comparatifs directs,,,. L'alpidem a également été comparé directement à la buspirone (20–30 mg/jour) pour le traitement du trouble d'anxiété généralisée. Comparé à la buspirone, l'alpidem a montré une amélioration plus rapide, une efficacité nettement supérieure, ainsi que moins d'effets secondaires et un taux d'abandon plus faible.
La dose recommandée d'alpidem était de 75 à 150 mg au total par jour, administrés en doses uniques de 25 à 75 mg deux à trois fois par jour,,.

### Formules disponibles
L'alpidem était fourni sous forme de comprimés oraux de 50 mg.

## Effets secondaires
L'alpidem est décrit comme étant bien toléré Les effets secondaires incluent la sédation (6 à 8 % ; dépendant de la dose), la fatigue (3 à 4 %), les étourdissements (3 à 4 %) et les maux de tête (2 à 3 %), parmi d'autres. Il semble qu'il ait des effets sédatifs légers et qu'il n'ait pratiquement aucun impact négatif sur la cognition, la mémoire et la fonction psychomotrice à des doses thérapeutiques,,. Cependant, une certaine altération de la vigilance et de la fonction psychomotrice a été signalée à des doses élevées (100–200 mg),. De plus, l'aptitude à la conduite a été étudiée avec l'alpidem et s'est avérée altérée,. Les effets secondaires centraux de l'alpidem ne se sont pas révélés plus graves chez les personnes âgées que chez les jeunes adultes,.
L'alpidem n'altère pas l'architecture du sommeil, telle qu'évaluée par électroencéphalographie. Lors des tests en laboratoire, 0,9 % des patients traités par alpidem ont présenté des altérations. Aucun effet indésirable sur la fonction cardiovasculaire ou respiratoire n’a pu être observé dans les essais cliniques.
Aucun effet de rebond anxieux ni symptôme de sevrage n'a été observé avec l'alpidem après un arrêt brutal, même après un traitement de 4 semaines à 6-12 mois,,. À l’inverse, des symptômes de sevrage importants, notamment une anxiété de rebond, ont été observés avec le lorazépam.
Les effets secondaires de l'alpidem sont décrits comme assez différents de ceux des benzodiazépines. Dans des essais comparatifs directs, l'alpidem a montré des effets anxiolytiques similaires à ceux des benzodiazépines, tout en provoquant moins de fatigue, d'asthénie, d'humeur dépressive et de troubles psychomoteurs. Les taux de somnolence et d'assoupissement étaient comparables à ceux des benzodiazépines, mais étaient perçus comme moins graves,. Bien que les benzodiazépines entraînent généralement des étourdissements, une faiblesse musculaire, de la fatigue et de la somnolence comme effets secondaires, ces symptômes ne sont pas des effets indésirables majeurs avec les doses d'alpidem, qui présentent une efficacité anxiolytiques similaire. L'absence de symptômes de sevrage ou de rebond après l'arrêt du traitement à l'alpidem contraste également avec les effets observés lors de l'arrêt des benzodiazépines. De plus, l'alpidem a significativement antagonisé les effets amnésiques du lorazépam et a montré des tendances similaires pour d'autres mesures cognitives dans une étude clinique où les deux médicaments ont été combinés et évalués pour leur interaction,.
Après l'autorisation de mise sur le marché en France, plusieurs cas de toxicité hépatique grave ont été signalés chez des patients prenant de l'alpidem,. Cela a entraîné un décès et plusieurs cas de transplantation hépatique,,. En conséquence, l'alpidem a rapidement été retiré du marché. La toxicité hépatique de l'alpidem a été ensuite précisée lors de recherches précliniques,,,. Cela pourrait être lié aux interactions de l'alpidem avec la protéine translocatrice (TSPO), présente en grande quantité dans le foie, et susceptible de provoquer des effets toxiques au sein de ce tissu,,,.

## Surdosage
Peu d'informations sont disponibles sur le surdosage à l'alpidem. Des doses allant jusqu'à 300 mg/jour, soit 2 à 4 fois la dose quotidienne totale recommandée, ont été évaluées dans le cadre d'essais cliniques,,.

## Interactions
L'alpidem peut interagir avec l'alcool, mais dans une moindre mesure que les benzodiazépines.

## Pharmacologie

### Pharmacodynamie
L'alpidem est un modulateur allostérique positif du récepteur GABAA (GABAkine), agissant spécifiquement comme un agoniste du site benzodiazépine du complexe récepteur (anciennement connu sous le nom de récepteur central des benzodiazépines (CBR)). En plus de son affinité pour le site benzodiazépine du récepteur GABAA (Ki = 1–28 nM), l'alpidem présente une affinité tout aussi élevée pour la protéine translocatrice (TSPO) (anciennement le récepteur périphérique des benzodiazépines (PBR)) (Ki = 0,5–7 nM),,,,. L'alpidem présente une sélectivité plus de 500 fois plus grande pour les récepteurs GABAA contenant la sous-unité α1 par rapport aux récepteurs GABAA contenant la sous-unité α5 et une sélectivité 80 fois plus grande pour les récepteurs GABAA contenant la sous-unité α1 par rapport aux récepteurs GABAA contenant la sous-unité α3. Cependant, l'alpidem a également été décrit comme modifiant puissamment les récepteurs GABAA contenant les sous-unités α1, α2 et α3, sans effet sur les récepteurs GABAA contenant la sous-unité α5. Les résultats semblent partagés quant à savoir si l'alpidem est un agoniste partiel ou un agoniste complet du site benzodiazépine du récepteur GABAA. Chez les animaux, l'alpidem présente des effets anxiolytiques dans certains modèles, mais pas dans tous, de faibles effets anticonvulsivants, et des effets sédatifs, amnésiques, ataxiques ou myorelaxants faibles voire inexistants,,,. Des doses élevées d'alpidem antagonisent les effets sédatifs et myorelaxants du diazépam chez les animaux. Il a été démontré que le flumazénil antagonise les effets anxiolytiques et anticonvulsivants de l'alpidem chez les animaux. En plus d'agir directement via le récepteur GABAA, les interactions avec le TSPO pourraient également contribuer aux effets anxiolytiques de l'alpidem,,,. Cette protéine favorise la neurostéroïdogenèse dans le cerveau, notamment la production d'allopregnanolone,,.
L'alpidem est structurellement apparenté au zolpidem, et l'alpidem et le zolpidem sont tous deux des modulateurs allostériques positifs du récepteur GABAA du site des benzodiazépines avec une préférence pour les récepteurs contenant la sous-unité α1,. L'alpidem et le zolpidem ont tous deux une très faible affinité pour les récepteurs GABAA contenant la sous-unité α5, contrairement aux benzodiazépines,. De la même façon, l'alpidem et le zolpidem sont tous deux sélectifs pour les récepteurs GABAA contenant la sous-unité γ2, avec une très faible affinité pour les récepteurs GABAA contenant les sous-unités γ1 et γ3, contrairement aux autres Z-drugs et au diazépam. L'alpidem a une très forte affinité pour la TSPO, tandis que le zolpidem dispose d'une très faible affinité pour cette protéine,,. L'affinité de l'alpidem pour le TSPO (également connu auparavant sous le nom de récepteur ω3) était autrefois la plus élevée de tous les médicaments connus. Bien que les benzodiazépines comme le diazépam soient également connues pour se lier à la TSPO, l'affinité de l'alpidem pour cette protéine est au moins 3 000 fois plus élevée en comparaison. Alors que le zolpidem présente des effets hypnotiques et sédatifs et est utilisé pour traiter l'insomnie, l'alpidem présente principalement des effets anxiolytiques et est utilisé pour traiter les troubles anxieux,. L'alpidem a été développé avant l'utilisation généralisée des récepteurs GABAA recombinants. Par conséquent, son profil pharmacologique au niveau des récepteurs GABAA, y compris son profil au niveau de différentes sous-populations de ces récepteurs, n'a jamais été entièrement caractérisé.
Les mécanismes pharmacodynamiques responsables du profil anxiosélectif (anxiolytique-sélectif) de l'alpidem, en tant que modulateur allostérique positif du récepteur GABAA, restent flous,. Dans tous les cas, la sélectivité des sous-types pour différentes populations de récepteurs GABA A, l'agonisme partiel du site benzodiazépine du récepteur GABA A et/ou les interactions avec le TSPO peuvent potentiellement tous être impliqués,,,,,,. Bien que de nombreux modulateurs allostériques positifs du récepteur GABAA aient montré des profils anxiosélectifs dans la recherche préclinique, l'alpidem est le seul pour lequel des effets anxiosélectifs ont été clairement démontrés dans des essais cliniques sur l'homme. L'ocinaplon a montré des signes préliminaires d'un profil anxiosélectif dans les études cliniques, mais son développement a été interrompu lors des essais de stade avancé après la découverte d'élévations des enzymes hépatiques chez un petit sous-ensemble de patients. Les modulateurs allostériques positifs du récepteur GABAA avec une sélectivité pour les récepteurs GABAA contenant les sous-unités α2 et α3 par rapport aux récepteurs GABAA contenant la sous-unité α1, par exemple l'adipiplone, le L-838,417 et le darigabat, entre autres, ont été et sont étudiés comme agents anxiosélectifs potentiels,,. Cependant, aucun médicament de ce type n'a encore été commercialisé à des fins médicales ni terminé son développement clinique,,,. En dépit de nombreux échecs de développement, l'alpidem constitue une preuve de concept potentielle, suggérant que des modulateurs allostériques positifs anxiosélectifs du récepteur GABAA pourraient être viables,,. Cependant, si les interactions avec le TSPO sont essentielles aux effets anxiolytiques de l'alpidem, cela pourrait ne pas être le cas.

### Pharmacocinétique

#### Absorption
L'alpidem est administré par voie orale. L'absorption de l'alpidem est rapide et atteint des niveaux maximaux après 1,0 à 2,5 heures. Sa biodisponibilité globale est estimée entre 32 et 35 %, mais aucune valeur précise de biodisponibilité absolue n'a été établie,. L'absorption de l'alpidem, mesurée par les niveaux de concentration maximale et l'aire sous la courbe, suit une relation linéaire dans une plage de doses de 25 à 100 mg. L'alimentation augmente la biodisponibilité de l'alpidem de 15 à 20 %.

#### Distribution
L'alpidem est un composé fortement lipophile et, chez les animaux, il se distribue largement dans les tissus riches en lipides. Il a également été prouvé que l'alpidem traverse la barrière hémato-encéphalique chez les animaux, avec un rapport cerveau/plasma d'environ 2,0 à 2,5 après administration systémique. Cela est dû à un efflux de l'alpidem du cerveau significativement plus lent que son entrée. Les métabolites actifs de l'alpidem traversent également la barrière hémato-encéphalique, bien qu'ils soient présents dans le cerveau à des concentrations inférieures à celles de l'alpidem. L'alpidem pourrait être davantage concentré dans les structures cérébrales riches en lipides de la matière blanche que dans celles de la matière grise. Chez l'homme, le volume de distribution de l'alpidem est important, soit 8,7 L•kg −1. La liaison de l'alpidem aux protéines plasmatiques est de 99,4 %, avec des fractions isolées similaires liées à l'albumine (97,0 %) et à la glycoprotéine α1 acide (97,3 %). La fraction libre d'alpidem est légèrement plus élevée chez les personnes atteintes de cirrhose (0,86 ± 0,06 %) et d'insuffisance rénale (0,72 ± 0,03 %) par rapport aux individus normaux (0,61 ± 0,05 %).

#### Métabolisme
L'alpidem est largement métabolisé, notamment par hydroxylation, désalkylation et conjugaison. De nombreux métabolites de l'alpidem ont été identifiés, et certains d'entre eux pourraient jouer un rôle dans son activité pharmacologique.

#### Élimination
L'alpidem est éliminé principalement dans les fèces, avec moins de 0,1 % excrété dans l'urine. La majorité de l'alpidem est éliminée dans un délai de 48 à 72 heures après l'administration orale. Seules de petites quantités d'alpidem inchangé sont retrouvées dans les selles et l'urine. Les métabolites de l'alpidem sont excrétés principalement par la bile dans les fèces, avec moins de 5 % éliminés par l'urine.
La demi-vie d'élimination de l'alpidem était en moyenne de 18,8 ± 0,8 heures (allant de 7 à 44 heures) après l'administration d'une dose orale unique de 50 mg chez des jeunes adultes. Chez les personnes âgées, une tendance à une demi-vie plus longue a été observée, avec une moyenne de 22,6 ± 2,3 heures. En revanche, chez les enfants de 8 à 12 ans, la demi-vie de l'alpidem est nettement réduite, atteignant 11,4 ± 1,9 heures. La demi-vie de l'alpidem et de ses métabolites est significativement prolongée chez les personnes atteintes d'insuffisance hépatique. En revanche, les demi-vies de l'alpidem et de ses métabolites sont restées constantes chez les personnes présentant différents stades d'insuffisance rénale, bien que les concentrations plasmatiques aient augmenté de façon significative. La clairance de l'alpidem a été estimée à 0,86 ± 0,04 L•h −1 •kg −1 chez les individus en bonne santé.

## Chimie
L'alpidem n'est pas une benzodiazépine et n'est donc pas structurellement apparenté aux benzodiazépines,. Il s'agit d'un membre du groupe des composés imidazopyridines,. L'alpidem est structurellement apparenté à la Z-drug zolpidem, qui est également une imidazopyridine,.

## Histoire
L'alpidem a été développé par Synthélabo Recherche (devenu Sanofi-Synthélabo et aujourd'hui Sanofi-Aventis ),. Il a été développé sous le nom de code SL 80.0342 et a été décrit pour la première fois dans la littérature en 1982,,,. L'alpidem a été introduit sur le marché français à des fins médicales en 1991,,. Il a également été développé dans les années 1990 pour une utilisation dans d'autres pays, tels que les États-Unis, ainsi que dans des pays européens comme l'Allemagne, les Pays-Bas et l'Espagne. Le médicament a atteint la phase 3 des essais cliniques dans ces pays. Cependant, le développement aux États-Unis a été interrompu en 1992 en raison de « résultats divergents »,. Tout développement dans d’autres pays a été interrompu en 1999. L'alpidem a été retiré du marché en France en 1993 en raison de sa toxicité hépatique,,,. Il n'a jamais été commercialisé dans aucun autre pays,,.

## Société et culture

### Noms
Alpidem est le nom générique du médicament et son INN, USAN, BAN et DCF,. Le nom de code de développement de l'alpidem était SL 80.0342,. L'alpidem était auparavant commercialisé sous le nom de marque Ananxyl,.

### Disponibilité
L'alpidem était auparavant commercialisé en France, mais n'est plus disponible dans aucun pays,,.

## Lectures complémentaires
- (en) Musch B, Morselli PL, Priore P, « Clinical studies with the new anxiolytic alpidem in anxious patients: an overview of the European experiences », Pharmacology, Biochemistry, and Behavior, vol. 29, no 4,‎ avril 1988, p. 803–806 (PMID 2901120, DOI 10.1016/0091-3057(88)90211-0, S2CID 42445239)
- (en) Langer SZ, Arbilla S, Benavides J, Scatton B, « Zolpidem and alpidem: two imidazopyridines with selectivity for omega 1- and omega 3-receptor subtypes », Advances in Biochemical Psychopharmacology, vol. 46,‎ 1990, p. 61–72 (PMID 1981304)
- (en) Langer SZ, Arbilla S, Tan S, Lloyd KG, George P, Allen J, Wick AE, « Selectivity for omega-receptor subtypes as a strategy for the development of anxiolytic drugs », Pharmacopsychiatry, vol. 23, no Suppl 3,‎ mai 1990, p. 103–107 (PMID 1974068, DOI 10.1055/s-2007-1014544, S2CID 46448714)
- (en) Zivkovic B, Morel E, Joly D, Perrault G, Sanger DJ, Lloyd KG, « Pharmacological and behavioral profile of alpidem as an anxiolytic », Pharmacopsychiatry, vol. 23, no Suppl 3,‎ mai 1990, p. 108–113 (PMID 1974069, DOI 10.1055/s-2007-1014545, S2CID 41341117)
- (en) Morton S, Lader M, « Studies with alpidem in normal volunteers and anxious patients », Pharmacopsychiatry, vol. 23, no Suppl 3,‎ mai 1990, p. 120–123 (PMID 1974071, DOI 10.1055/s-2007-1014547, S2CID 28795734)
- (en) Hindmarch I, « Alpidem and psychological performance in elderly subjects », Pharmacopsychiatry, vol. 23, no Suppl 3,‎ mai 1990, p. 124–128 (PMID 1974072, DOI 10.1055/s-2007-1014548, S2CID 7987272)
- (en) Morselli PL, « On the therapeutic action of alpidem in anxiety disorders: an overview of the European data », Pharmacopsychiatry, vol. 23, no Suppl 3,‎ mai 1990, p. 129–134 (PMID 1974073, DOI 10.1055/s-2007-1014549)
- (en) Zivkovic B, Arbilla S, Perrault G, Sanger DJ, Langer SZ, « Alpidem, an omega-1 receptor-selective partial agonist: a new approach to anxiety treatment », European Neuropsychopharmacology, vol. 1, no 3,‎ septembre 1991, p. 202–205 (ISSN 0924-977X, DOI 10.1016/0924-977X(91)90485-D, S2CID 54414875)
- (en) Durand A, Thénot JP, Bianchetti G, Morselli PL, « Comparative pharmacokinetic profile of two imidazopyridine drugs: zolpidem and alpidem », Drug Metabolism Reviews, vol. 24, no 2,‎ 1992, p. 239–266 (PMID 1576937, DOI 10.3109/03602539208996294)
- (en) Sanger DJ, Benavides J, Perrault G, Morel E, Cohen C, Joly D, Zivkovic B, « Recent developments in the behavioral pharmacology of benzodiazepine (omega) receptors: evidence for the functional significance of receptor subtypes », Neuroscience and Biobehavioral Reviews, vol. 18, no 3,‎ 1994, p. 355–372 (PMID 7984354, DOI 10.1016/0149-7634(94)90049-3, S2CID 11612995)
- (en) Skolnick P, « Anxioselective anxiolytics: on a quest for the Holy Grail », Trends in Pharmacological Sciences, vol. 33, no 11,‎ novembre 2012, p. 611–620 (PMID 22981367, PMCID 3482271, DOI 10.1016/j.tips.2012.08.003)